# سیارک ۴۷۴۲
سیارک ۴۷۴۲ (به انگلیسی: 4742 Caliumi، نامگذاری:1986WG) چهار هزار و هفتصد و چهل و دومین سیارک کشف شده‌است که در ۲۶ نوامبر ۱۹۸۶ کشف شد.
قدر مطلق سیارک برابر ۱۳٫۳۰ است.